# Église Sainte-Marie de Calvi
L'église Sainte-Marie est une église catholique située à Calvi, en France.  

## Localisation
L'église est située dans le département français de la Haute-Corse, sur la commune de Calvi.

## Historique
En 1774, Calvi édifia l'église dédiée à sainte Marie afin de répondre aux besoins d'une population croissante. Sa construction est achevée à la fin du XIXe siècle. De style baroque, peinte en rose et beige, elle se situe dans la Basse-ville, son parvis ouvrant sur la rue Clemenceau.
L'édifice est classé au titre des monuments historiques en 1988.

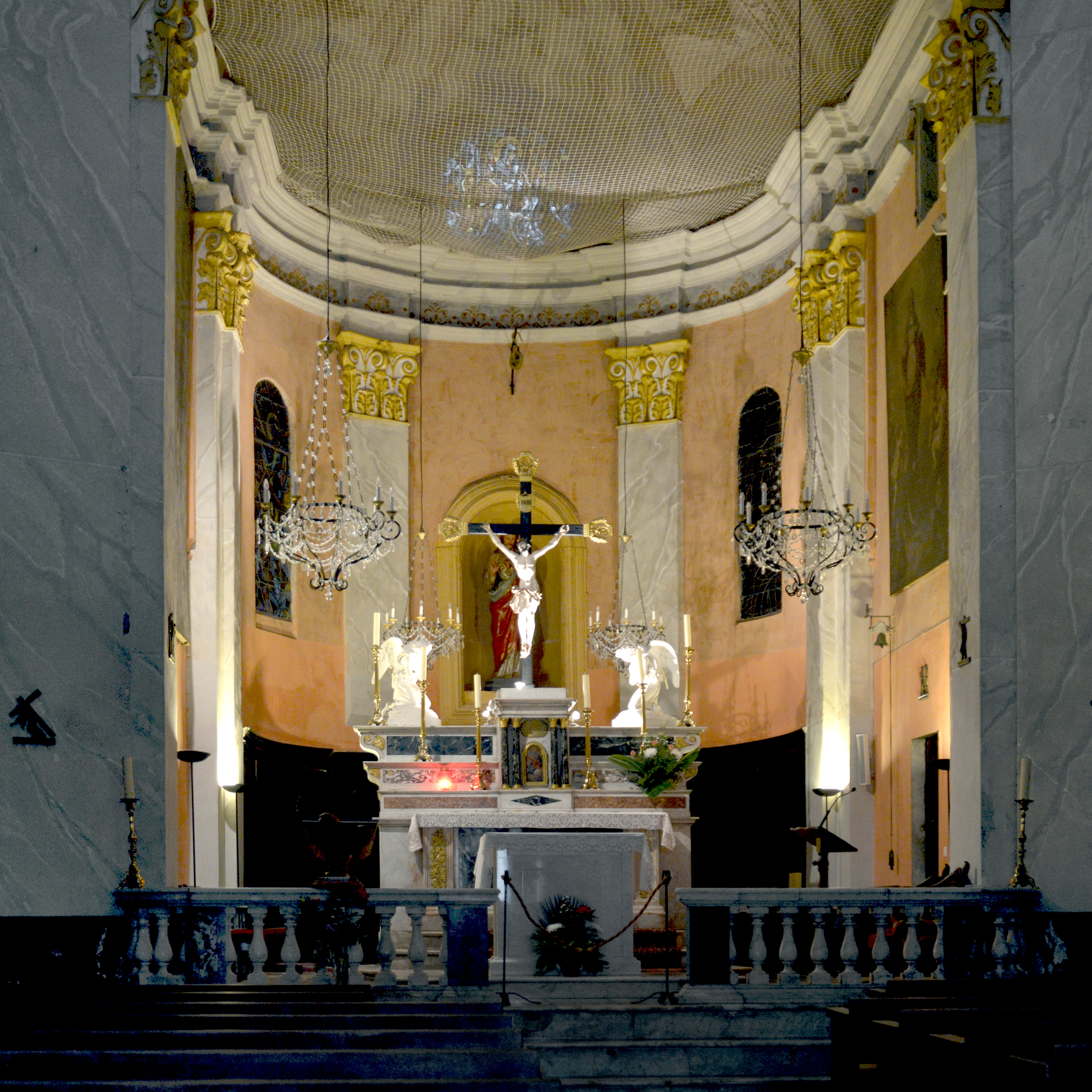
Chœur de l'église.
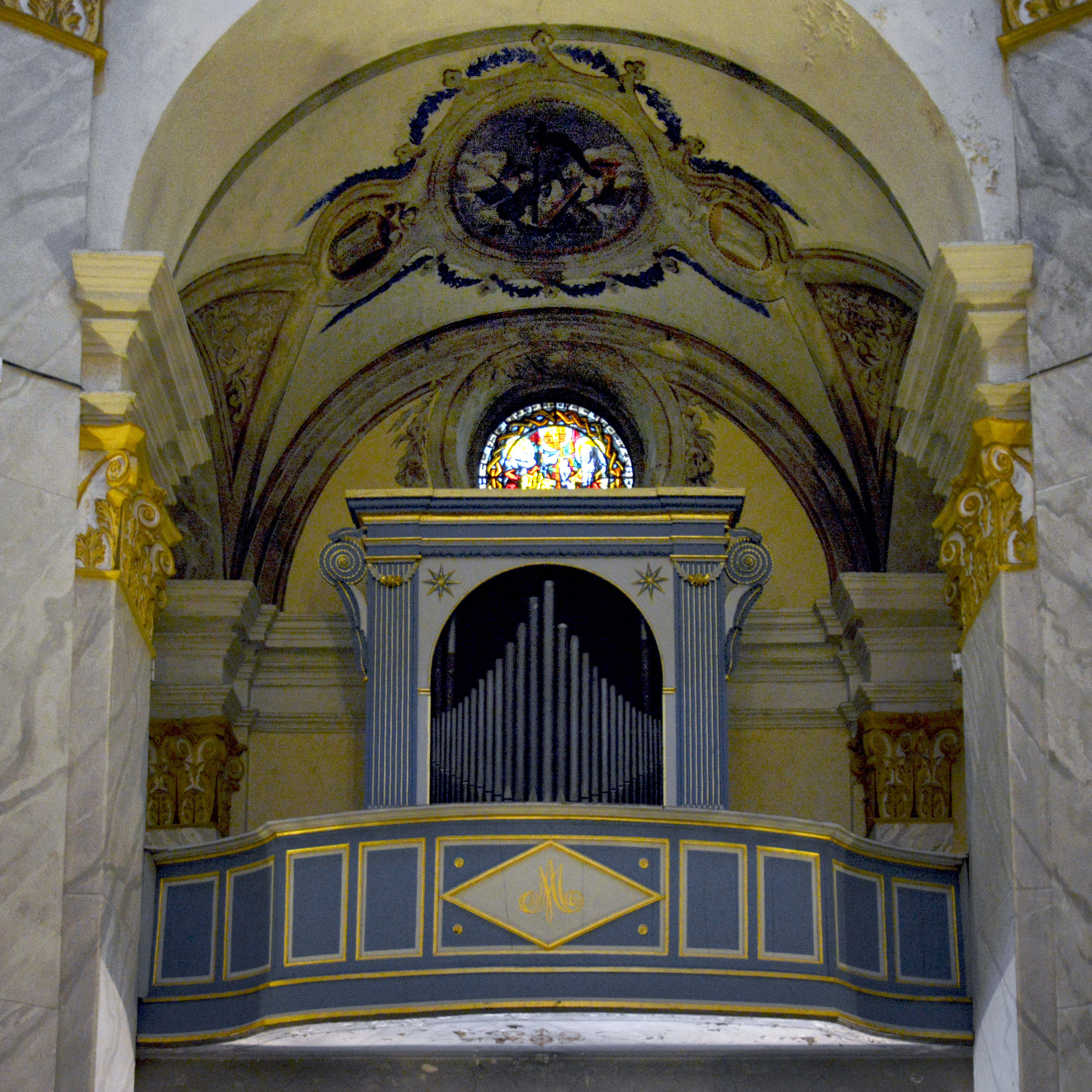
Orgue de tribune.
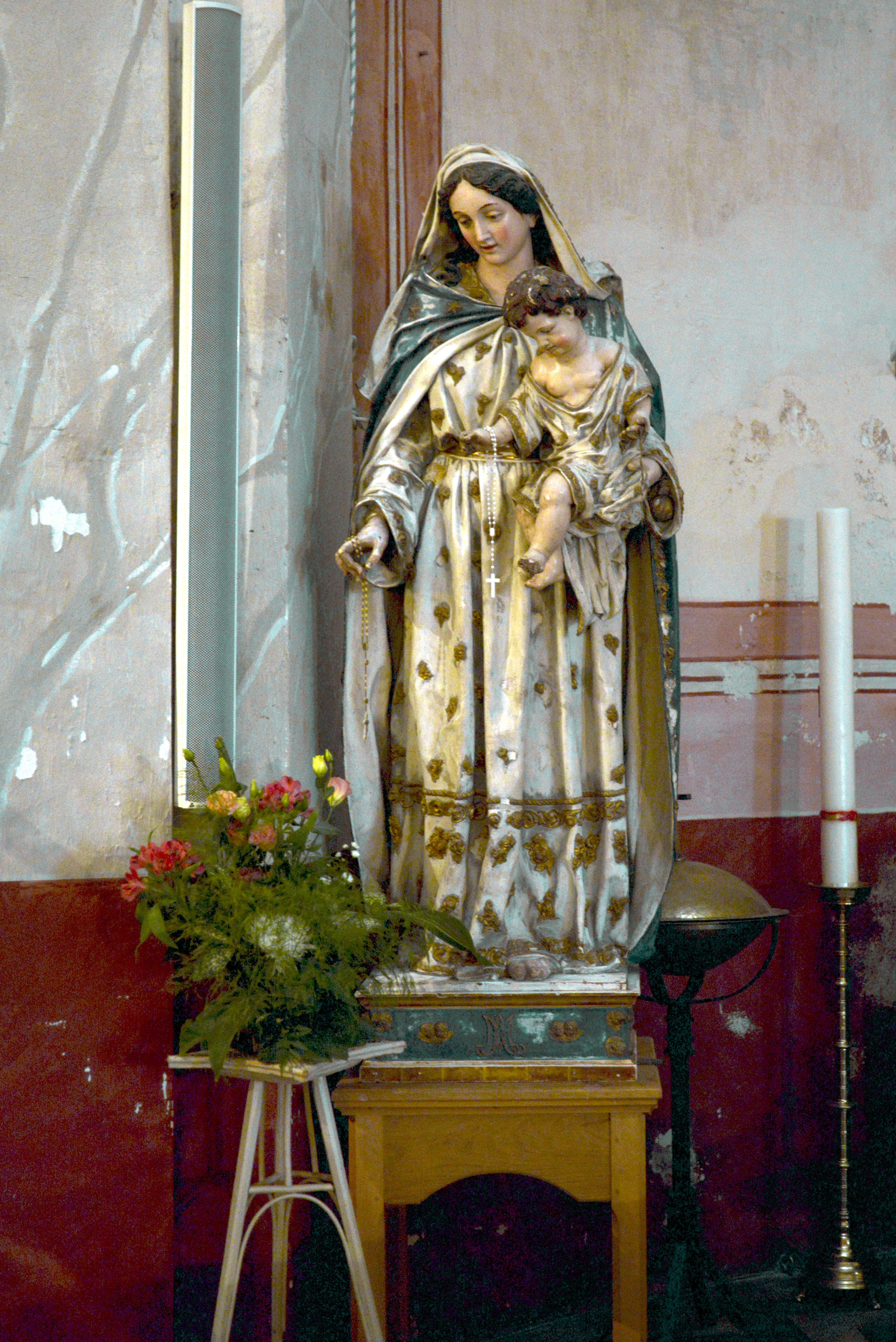
Statue Vierge à l'Enfant.
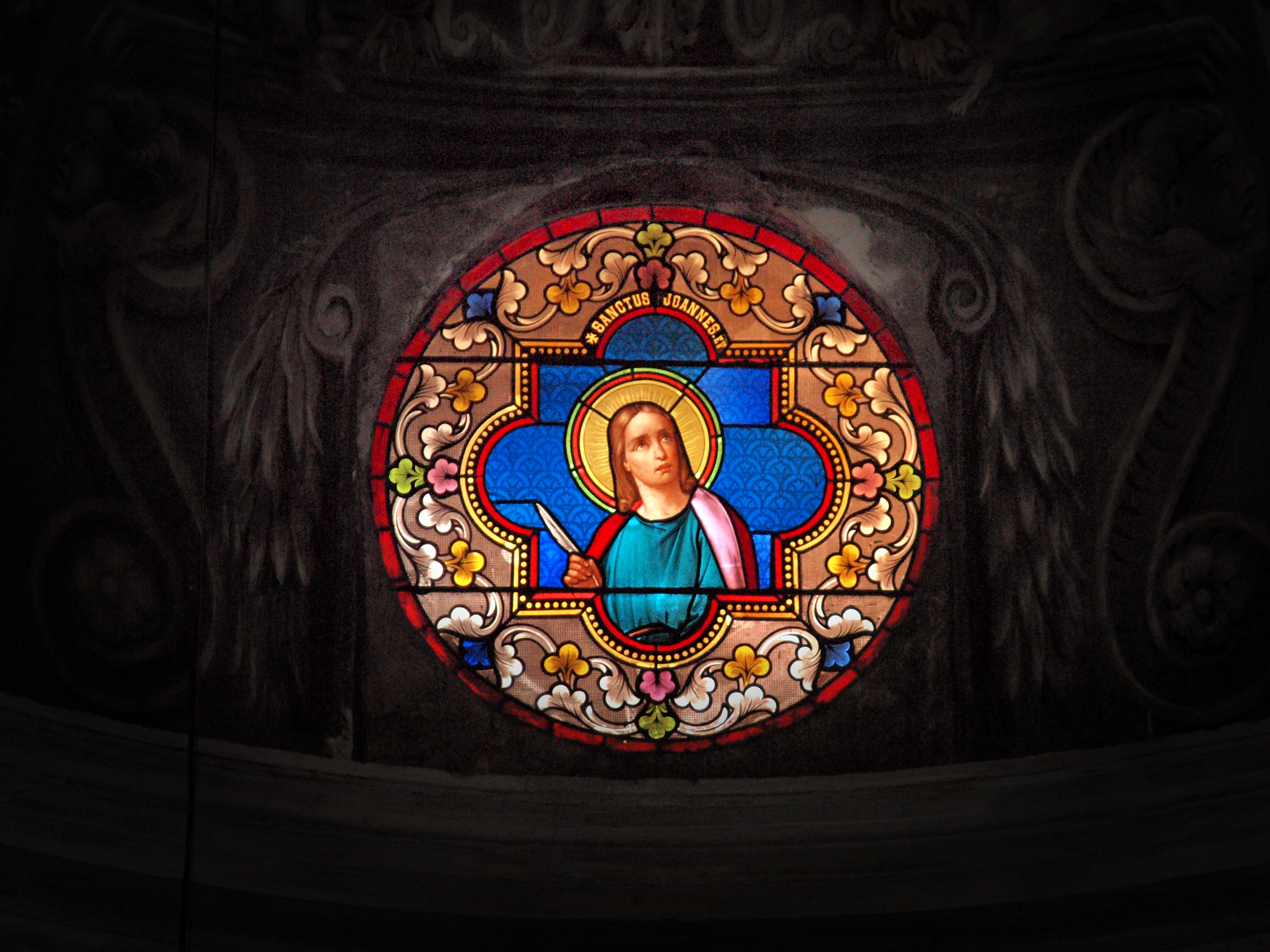
Vitrail.
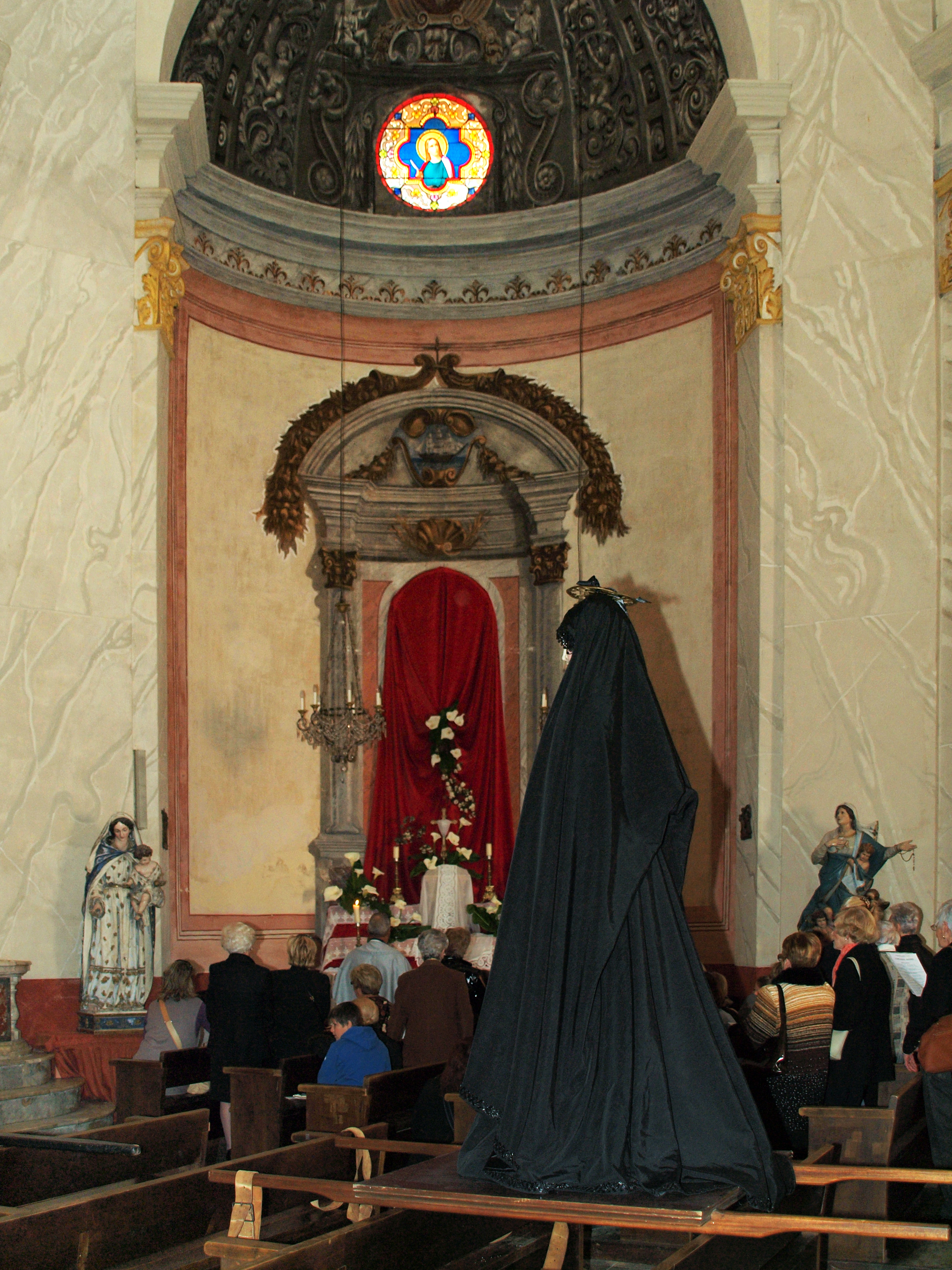
Notre Dame du Rosaire revêtue de sa robe noire pour les processions de la semaine sainte.